# Araucano (licor)
El Araucano es un licor de hierbas chileno elaborado en Valparaíso por la Fábrica de Licores y Jarabes Virgilio Brusco e Hijos. La receta secreta está compuesta por 23 hierbas y semillas que se maceran, dando origen a un licor de sabor amargo y con una graduación alcohólica de 28°.
En 2011 el Araucano fue nombrado «licor tradicional de Valparaíso» por la alcaldía de la ciudad.

## Historia
El Araucano comenzó a ser vendido en Valparaíso a mediados de los años 1920 por un farmacéutico de origen alemán llamado Fritz Hausser, quien lo comercializaba como tónico o aperitivo medicinal en su botica "El León" ubicada cerca de la plaza Aníbal Pinto. La combinación de hierbas era una receta de la farmacopedia mapuche, de ahí viene su nombre.
Al fallecimiento de Hausser en 1940, su viuda vende la botica junto con la receta del Araucano a la familia Leporati, quienes posteriormente venden la receta a don Virgilio Brusco a mediados de los años 1950.
Desde entonces, el Araucano sigue siendo producido en Valparaíso, pero en la fábrica Tres Torres de Virgilio Brusco e Hijos.

## Preparaciones
Si bien el Araucano ha sido considerado un aperitivo y digestivo, recientemente ha tomado valor como ingrediente en ciertos cócteles tradicionales.
En la preparación del Terremoto, el Araucano es común como reemplazo del fernet, mientras que una versión chilena de Negroni conocida como Negroni Nacional lleva araucano en reemplazo de gin,